# Emil Sänze
Emil Sänze (* 27. September 1950 in Beuren) ist ein deutscher Politiker der Partei Alternative für Deutschland (AfD). Seit Mai 2016 ist er Abgeordneter im Landtag von Baden-Württemberg und seit Juli 2022 Co-Vorsitzender des AfD-Landesverbandes Baden-Württemberg.

## Berufliche Tätigkeiten
Sänze machte eine Lehre zum Industrie- und Handelskaufmann und studierte anschließend Betriebswirtschaft in Konstanz. Er arbeitete u. a. als Vertriebsleiter und Prokurist für die Deutsche Bank und im Bereich Flottenleasing für die BMW Bank GmbH. Bis zum Jahr 2014 war Emil Sänze bei der BMW-Bank als Betriebswirtschaftler tätig. Sänze ist beruflich als selbständiger Unternehmensberater in Sulz am Neckar tätig.
Den Vorwurf der Neuen Rottweiler Zeitung, dass er falsche Angaben im Landtagshandbuch über seine Tätigkeit als Geschäftsführer bzw. geschäftsführender Gesellschafter gemacht habe, wies er zurück. Sänze hatte u. a. angegeben, Geschäftsführer der CarVita Holding GmbH zu sein, und hatte das – nach einem dies anzweifelnden Medienbericht – mit Veröffentlichung eines notariellen Kaufvertrages für Anteile der Holding zu belegen versucht, der ihn als Geschäftsführer vorsah. Dieser Vertrag wurde von der CarVita Holding zwar bestätigt, der Kaufvertrag sah allerdings nach Darstellung des Unternehmens eine Zahlung Sänzes vor, die dieser aus unbekannten Gründen nicht geleistet habe, womit die Vereinbarung gegenstandslos wurde. Sänze sei deswegen nicht Geschäftsführer in der Holding geworden. Sänze beklagte einen Verlust an Kunden und „qualifizierten Anbahnungen“, der auf die Veröffentlichung und Berichterstattung über seine Beziehung zur AfD zurückzuführen sei.

## Politik
Sänze ist Mitglied der AfD. Er wurde bei der Landtagswahl in Baden-Württemberg 2016 mit 16,4 Prozent der Stimmen im Wahlkreis Rottweil in den Landtag von Baden-Württemberg gewählt. In der neu formierten AfD-Fraktion wurde Sänze zum stellvertretenden Fraktionsvorsitzenden gewählt. Am 9. Januar 2019 trat er von diesem Amt zurück.
Als im Juli 2016 Jörg Meuthen und weitere 12 Abgeordnete im Zuge der Auseinandersetzung um Wolfgang Gedeon aus der AfD-Fraktion austraten, folgte Sänze nicht und verblieb in der alten Fraktion, in der er am 7. Juli 2016 wieder zum stellvertretenden Fraktionsvorsitzenden gewählt wurde. Gegen den auch vom AfD-Bundesvorstand vertretenen Vorwurf des Antisemitismus nahm Sänze Gedeon in Schutz. Dessen Aussage, die Juden seien der „innere Feind des christlichen Abendlandes“, sei eine „These“, nicht Gedeons „Meinung direkt“ bzw. dessen „persönliche Meinung“. Er – Sänze – habe von „Herrn Gedeon nie etwas Antisemitisches gehört“.
Emil Sänze distanzierte sich im Januar 2015 von der Pegida-Bewegung, die in kleinen Ablegern auch im Südwesten Deutschlands aktiv ist. Bei der Bewegung seien Leute dabei, denen er nicht folgen wolle, auch deren Sprache gefalle ihm nicht.
Im Dezember 2016 berichtete die Frankfurter Allgemeinen Zeitung, dass ihr ein Papier Sänzes namens „Fit for Return“ vorliege: In diesem Papier schlägt Sänze vor, Asylbewerber unter Einschränkung der Grundrechte (insbesondere der freien Entfaltung (Art. 2 GG), Gleichbehandlung (Art. 3 GG) und Freizügigkeit (Art. 11 GG)) in Sonderlagern in „ethnisch homogenen“ Gruppen zu kasernieren. Ziel sei es, eine Integration zu verhindern und Asylbewerber stattdessen auf ihre Rückkehr vorzubereiten. Im Mai 2017 präsentierte Sänze sein Papier auf einer Veranstaltung der AfD-Landtagsfraktion in Sigmaringen erstmals der Öffentlichkeit. Die 2016 unter Verweis auf den Rechtskurs ausgetretene Abgeordnete Claudia Martin verglich die Vorstellungen des Plans mit dem nationalsozialistischen Madagaskarplan.
Anfang Dezember 2017 unterstützte er auf dem AfD-Bundesparteitag einen Antrag des wegen seiner antisemitischen und antizionistischen Positionen kritisierten Abgeordneten Wolfgang Gedeon, demzufolge der Begriff „sekundärer Antisemitismus“ ein „ideologischer Kampfbegriff“ und daher abzulehnen sei, da er dazu diene, „politische Gegner zu diffamieren und die Öffentlichkeit einzuschüchtern“. In einer Resolution sprach sich Sänze mit Gedeon und anderen AfD-Landtagsabgeordneten auch dafür aus, dass die AfD bezüglich der Haltung zu Israel eine Unterstützung der (vielfach als antisemitisch eingestuften) Kampagne Boycott, Divestment and Sanctions in Erwägung ziehen solle.
Nach „unverhohlen rassistischen Attacken“ Sänzes auf die baden-württembergische Landtagspräsidentin Muhterem Aras schrieb der Mannheimer Morgen von einem „neuen Tiefpunkt“: Sänze hatte in einer schriftlichen Erklärung Aras wegen ihrer türkischen Herkunft das Recht abgesprochen, sich zur Judenverfolgung in der Nazizeit zu äußern. Gegenüber der FAZ äußerte Sänze, nicht Aras – die ausschließlich die deutsche Staatsangehörigkeit besitzt –, sondern „wir Deutsche“ seien für Gefühle in der Gedenkkultur zuständig. Aras benutze aber „das ,Wir‘, als wäre sie hier voll integriert, sie wird aber nie voll integriert sein qua ihrer Herkunft.“ Hätte ein in seinem Sinne „Deutscher“ und nicht Muhterem Aras die Pressemitteilung verfasst, hätte er hingegen an ihr nach eigener Aussage inhaltlich nichts auszusetzen gehabt.
Stefanie Schüler-Springorum nannte Sänzes Äußerungen „geprägt von einem völkischen Staatsverständnis, das in einer Demokratie schlicht nichts zu suchen hat“. Für die Historikerin Miriam Gebhardt widerspricht Sänzes Interpretation des Begriffs „Staatsvolk“ dem Grundgesetz. Für den Antisemitismus-Beauftragten Felix Klein waren Sänzes Aussagen „geradezu absurd“ und an Rassismus grenzend.
Auf der Website der AfD-Fraktion erläuterte Sänze anschließend, dass Aras’ Vorfahren nichts zur Geschichte des Landes – Sänze geht in seinen Beispielen zurück bis zur Schlacht auf dem Lechfeld 955 – beigetragen, gezahlt und auch keine „Opfer gebracht“ hätten. Daher brauche man von ihr „keine Belehrung“ über den Holocaust, den sie laut Sänze „sich hier [...] wie eine nützliche Rosine für ihr Migrationsgesellschafts-Narrativ und für ihre Delegitimierung des gewachsenen deutschen Staatsvolkes herausselektiert“. Dazu schrieb der Germanist und Literaturwissenschaftler Heinrich Detering, dass das, was Sänze „als Voraussetzung nicht nur für die Übernahme eines politischen Amtes oder für die Teilnahme an gesellschaftlichen Debatten, sondern überhaupt als Voraussetzung einer Zugehörigkeit zu ‚Deutschland‘“ verlange, „bedenklich einem Ariernachweis“ ähnele.
Emil Sänze gehört zu der innerparteilichen AfD-Gruppe „Stuttgarter Aufruf“, dessen Erstunterzeichner mehrheitlich zum nationalkonservativen bis rechtsextremen Spektrum der Partei zählen. In der Gruppe ist auch die AfD-Landtagsabgeordnete Christina Baum.
Laut einem Bericht des Südwestrundfunks (SWR) traten im Januar 2019 Emil Sänze und Rainer Podeswa von ihrem Amt als Vize-Fraktionsvorsitzende zurück. Hintergrund ist laut SWR der Streit um das Parteiausschlussverfahren gegen Stefan Räpple und Wolfgang Gedeon, die von einzelnen Landtagssitzungen ausgeschlossen wurden. Sänze und Christina Baum kündigten vor dem AfD-Landesparteitag im Februar 2019 an, für den Landesvorstand kandidieren zu wollen. Mitbewerber waren AfD-Fraktionschef Bernd Gögel und der Bundestagsabgeordnete Martin Hess. Sänze sagte, die AfD dürfe keinen Anpassungskurs fahren und müsse ihren Markenkern erhalten; er sei mit dem bisherigen Kurs des Landesverbandes nicht einverstanden.
Im Mai 2020 schrieb Sänze auf Facebook zum Jahrestag der Befreiung Deutschlands vom NS-Regime, heute wolle man uns „erzählen, die Deutschen mussten von sich selber befreit werden und wussten das damals lediglich deshalb nicht zu schätzen. Wenn einem Volk aber ein derartiges Befreiungsnarrativ brutal in – damals wie heute! – abstoßend deutscher Propagandamanier in den Hals gedrückt werden soll, dann stimmt daran etwas fundamental nicht.“
Bei der Landtagswahl 2021 konnte er erneut über ein Zweitmandat im Wahlkreis Rottweil in den Landtag einziehen. Emil Sänze war im Februar 2022 Mitglied der 17. Bundesversammlung zur Wahl des Bundespräsidenten.
In einem Gutachten des Bundesamts für Verfassungsschutz wurde Sänze 2021 vorgeworfen, er suggeriere „die Notwendigkeit gewaltsamen Widerstands“ und spreche von einem „Merkel-Regime“. Das BfV bezog sich dabei auf einen Facebook-Beitrag Sänzes zur Corona-Politik vom Januar 2021.
Im Juli 2022 wurde er zum Landesvorsitzenden der AfD Baden-Württemberg gewählt.
Im Oktober 2022 schrieb Sänze auf Facebook zur Entscheidung der Stadt Köln, dass an einer Moschee vor Ort künftig ein Muezzin zum Gebet rufen dürfe, die „Europäer verhinderten vor Wien die Islamisierung Europas, jetzt werden wir ohne Gegenwehr über Einwanderung islamisiert“. Im November 2022 schrieb Sänze, der Vorschlag des Bundesinnenministeriums zur erleichterten Einbürgerung von Ausländern führe zu einem „Leer-Deutschland ohne deutsche Inhalte“.
Im Januar 2023 unterlag er Anton Baron mit seiner Kandidatur um den Vorsitz der Landtagsfraktion.
Bei der Landtagswahl 2026 führt Sänze die AfD-Landesliste an.